# Közönséges forrásmoha
A közönséges forrásmoha (Fontinalis antipyretica) a lombosmohák (Bryophyta) törzsébe és a valódi lombosmohák (Bryopsida) osztályába tartozó faj.

## Előfordulása
A közönséges forrásmoha a síkságoktól a hegyvidékekig mindenfelé gyakori. Patakokban, folyókban és láperdőkben gyakori de a Balatonban és a Dunában is előfordul. A víz időszakos eltűnését jól átvészeli, ilyenkor érleli spóráit. Magyarországon gyakori faj, de inkább a hegyvidéken fordul elő jobban.

## Alfajai, változatai
Ehhez a növényfajhoz a következő alfajok és változatok tartoznak:
- Fontinalis antipyretica subsp. bryhnii (Limpr.) Podp.
- Fontinalis antipyretica subsp. californica (Sull.) Kindb.
- Fontinalis antipyretica subsp. gigantea (Sull.) Kindb.
- Fontinalis antipyretica subsp. lachenaudii (Cardot) Podp.
- Fontinalis antipyretica var. antipyretica
- Fontinalis antipyretica var. erecta (Vill.) DC.
- Fontinalis antipyretica var. gracilis (Lindb.) Schimp.
- Fontinalis antipyretica var. grebeana (G. Roth) Podp.
- Fontinalis antipyretica var. heldreichii R. Ruthe
- Fontinalis antipyretica var. livonica (G. Roth & Bock) Mönk.
- Fontinalis antipyretica var. mollis (Müll. Hal.) W.H. Welch
- Fontinalis antipyretica var. neomexicana (Sull. & Lesq.) Müll. Hal.
- Fontinalis antipyretica var. oreganensis Renauld & Cardot
- Fontinalis antipyretica var. patens (Bryhn) Podp.
- Fontinalis antipyretica var. tenuis (Cardot) Riehm.

## Megjelenése
A közönséges forrásmoha bokrosan elágazó sötét vagy feketés-zöld vízi lombosmoha. Szárai 10-40 centiméter hosszúak, kövekhez, gyökerekhez, fadarabokhoz tapadnak. A levelek három sorban, lazán helyezkednek el, hátoldaluk erősen ormos, emiatt a hajtások háromszögletűnek tűnnek. A spóratokok olajbarnák, rövid oldalágakon erednek.

## Életmódja
A közönséges forrásmoha mészkedvelő (de nincs kizárólag a mészhez kötve), többnyire tisztább patakokban él, tavakban ritkább.

## Képek

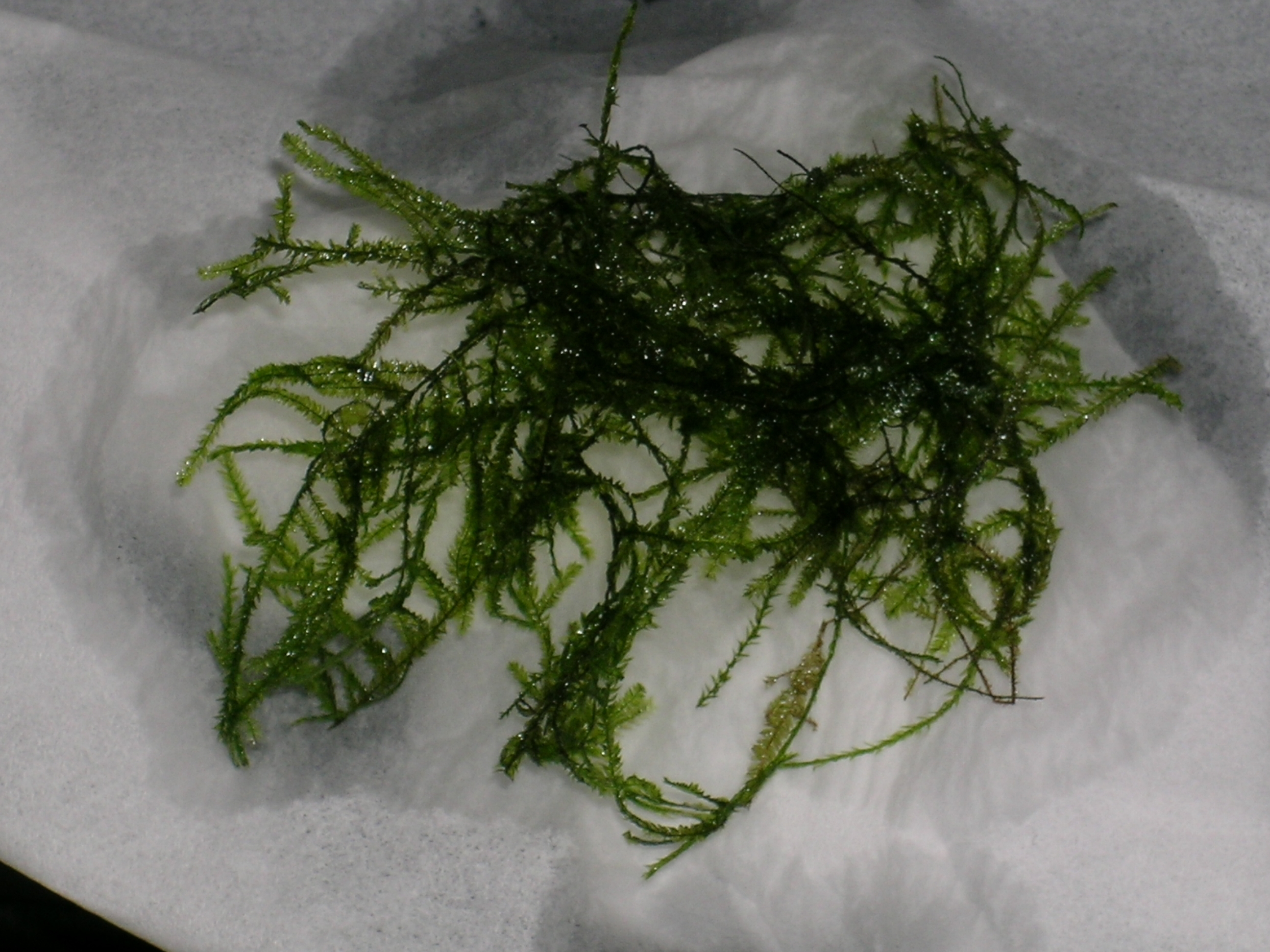
A növény
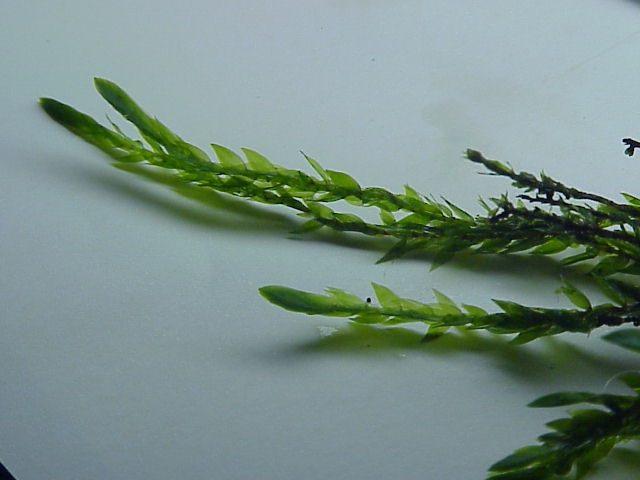
szárai
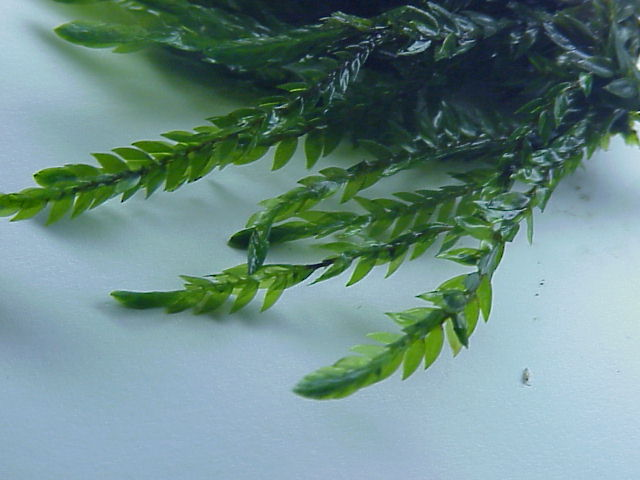
levelekkel
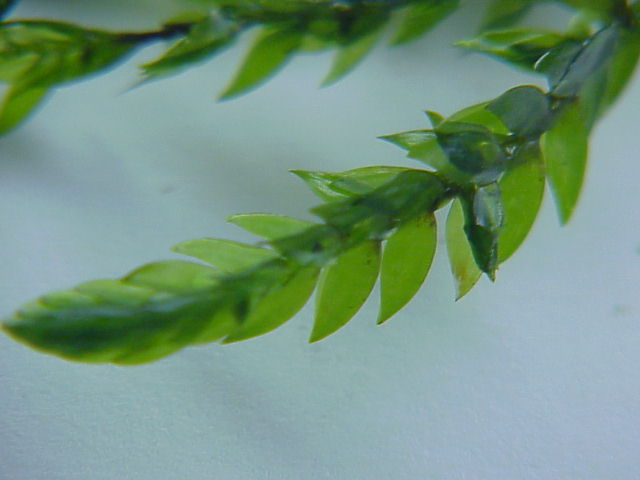
Közelről
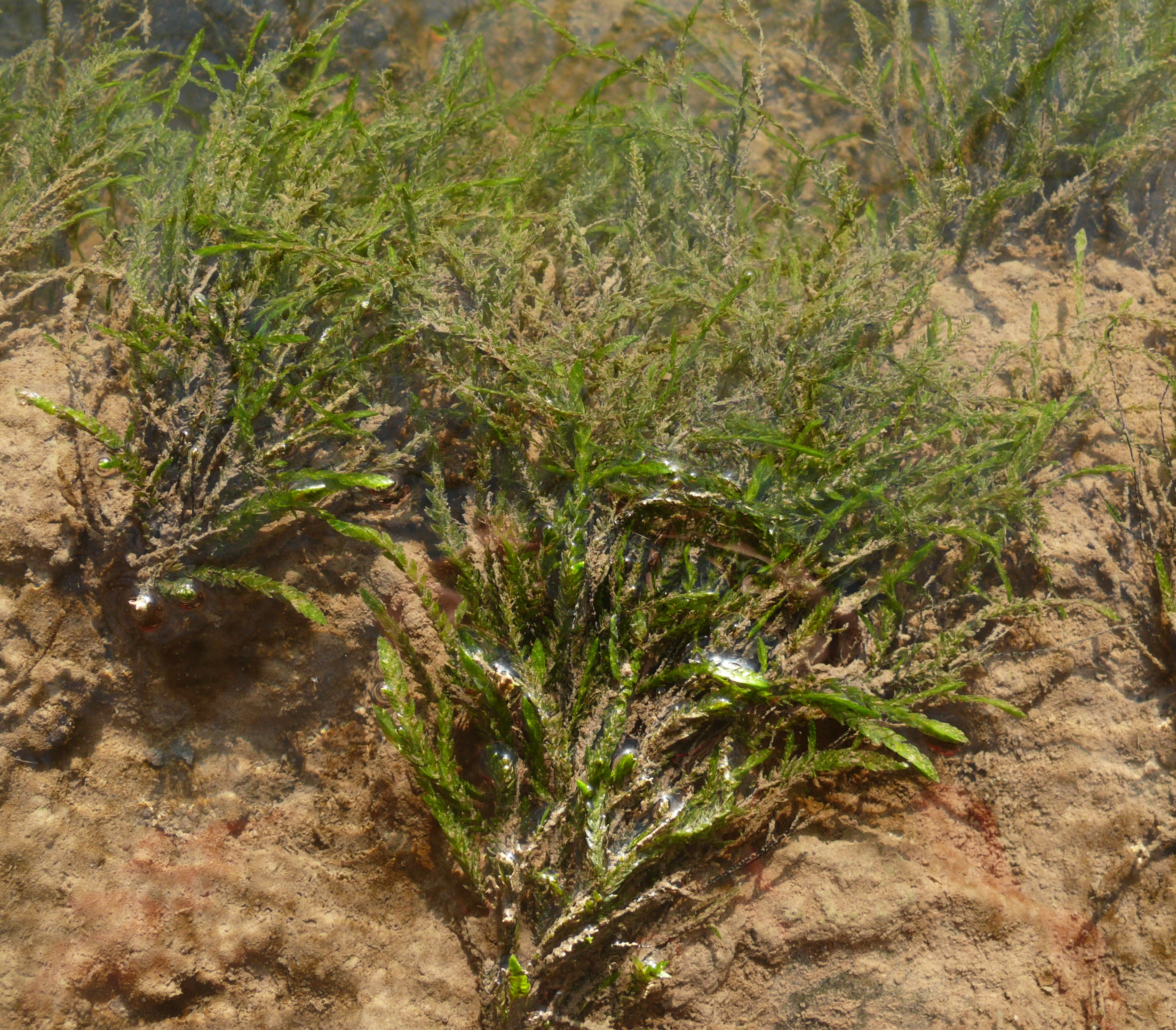
Telepei
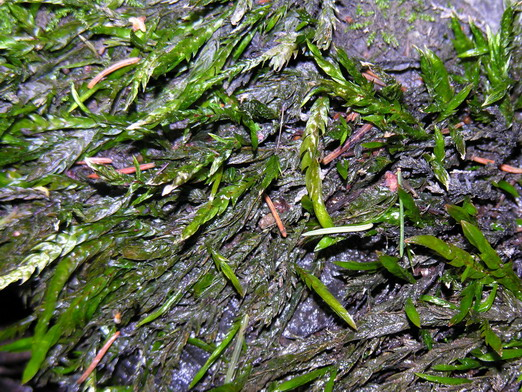
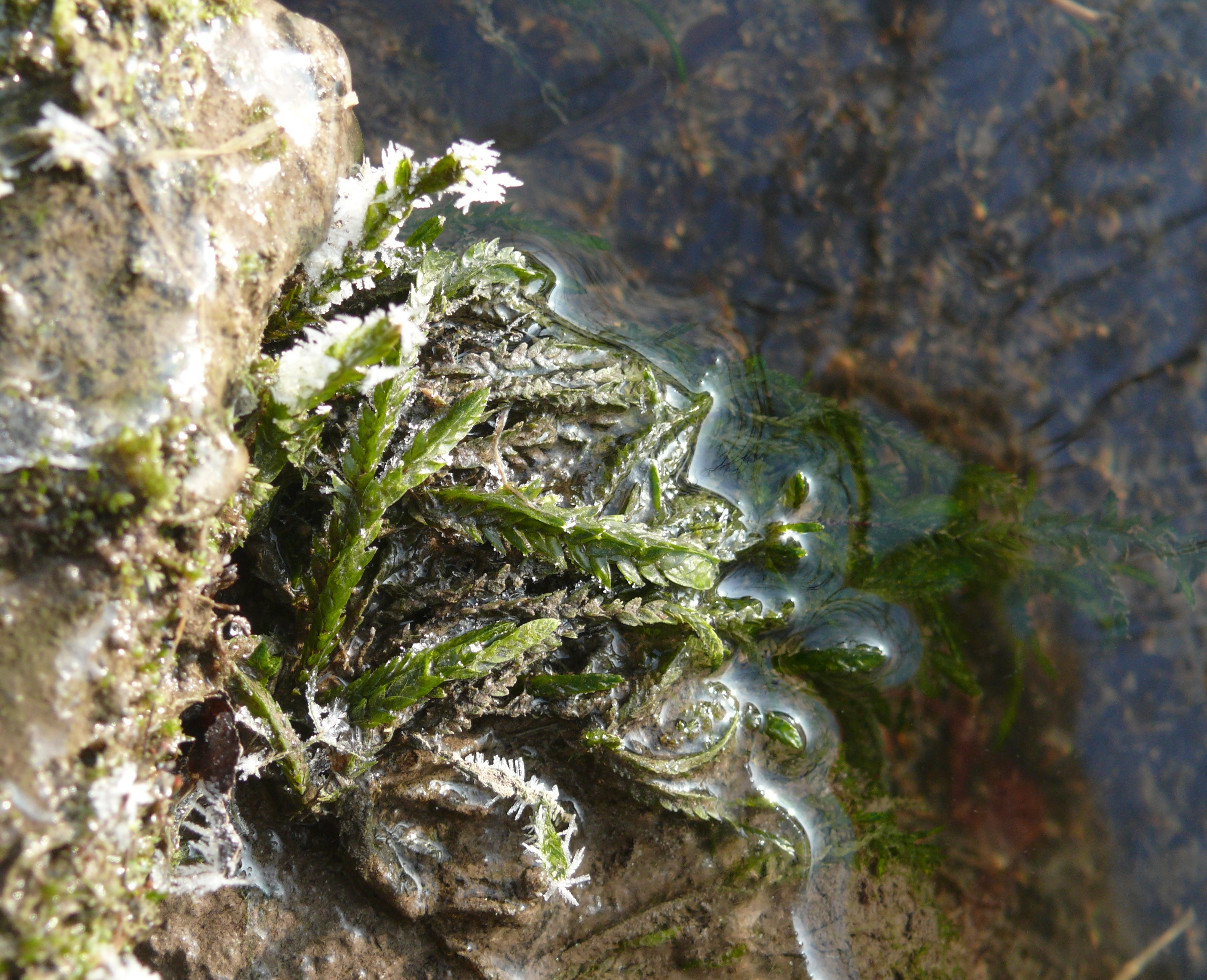
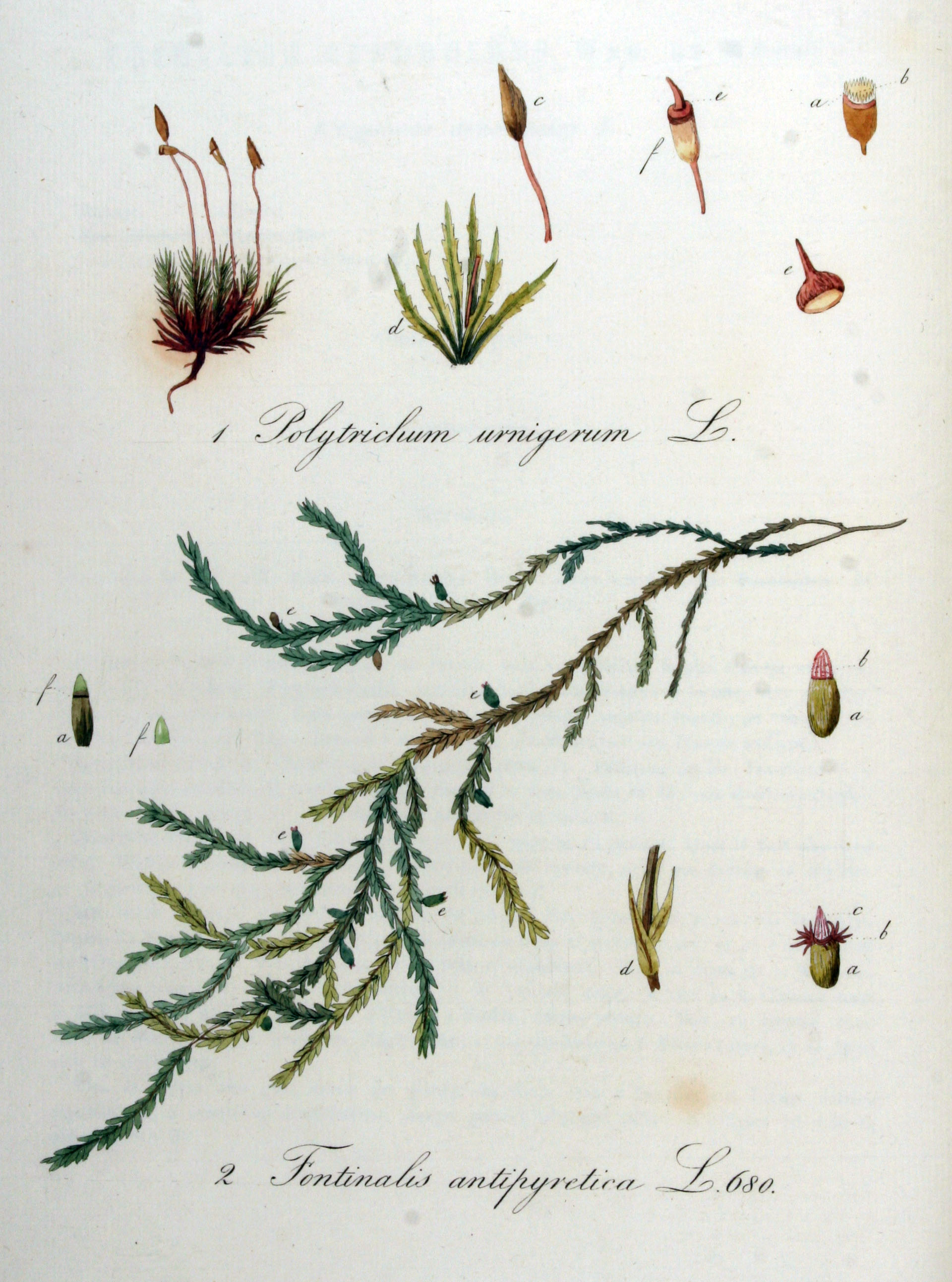
Rajz a növényről (az alsó növény)